# هنتر أزور
هانتر دين أزور (بالإنجليزية: Hunter Dean Azure؛ مواليد 2 مارس 1992) هو مُقاتل فنون قتالية مختلطة أمريكي.

## وصلات خارجية
- هنتر أزور على موقع يو إف سي (الإنجليزية)
- هنتر أزور على موقع شيردوغ (الإنجليزية)
- هنتر أزور على موقع Tapology.com (الإنجليزية)